# Adela Velarde Pérez
Adela Velarde Pérez (Ciutat Juárez, 8 de setembre de 1900 - Estats Units d'Amèrica, 4 de setembre de 1971) va ser una activista mexicana que va participar en la Revolució mexicana.
Filla d'un senyor ric de Ciutat Juárez, des de jove la seva vocació va ser la medicina i, el 1915, es va incorporar a l'Associació Mexicana de la Creu Blanca. Va ser la creadora del grup revolucionari de las adelitas, dones que curaven als homes ferits combatents.
Així i tot, a aquesta gran soldadera que va ser Adela Velarde, la "Adelita", no se li va reconèixer el seu valor en combat i després de la Revolució mexicana, tothom es van oblidar d'ella. El 1962, se la va reconèixer com una veterana de la Revolució i per la seva oposició al govern de Victoriano Huerta. Va morir en la més completa misèria als Estats Units, el 1971.